# Shifters
Shifters è un videogioco del 2002 sviluppato da The 3DO Company per PlayStation 2.

## Modalità di gioco
Il giocatore controlla Alleron, già protagonista di Warriors of Might and Magic, il quale deve sconfiggere un'orda di cyborg che intendono sostituirsi alla razza umana con le loro città alimentate dall'energia a vapore. Essendo egli un mutaforma, Alleron può mutare l'aspetto in 24 creature diverse, tra cui un ariete umanoide e una sorta di grifone.
Il gioco è composto in 6 mondi, nei quali Alleron affronta vari membri nativi del mondo, spesso con una boss battle. Durante il gioco, esistono aree segrete accessibili soltanto tramite una trasformazione specifica; il gioco principale è però fattibile a prescindere dalla scelta.
Il sistema di combattimento possiede attacchi diversi in base alla specie e all'arma attualmente in uso: alcune trasformazioni possiedono incantesimi specifici, alcuni dei quali usabili per raggiungere aree in precedenza inaccessibili.

## Accoglienza
IGN, GameSpot e GameSpy hanno recensito negativamente il gioco.